# Changshan (socken i Kina, Heilongjiang)
Changshan (kinesiska: 长山, 长山乡) är en socken i Kina. Den ligger i provinsen Heilongjiang, i den nordöstra delen av landet, omkring 120 kilometer söder om provinshuvudstaden Harbin.
Genomsnittlig årsnederbörd är 908 millimeter. Den regnigaste månaden är juli, med i genomsnitt 199 mm nederbörd, och den torraste är januari, med 8 mm nederbörd.